# Электроника МС 0515

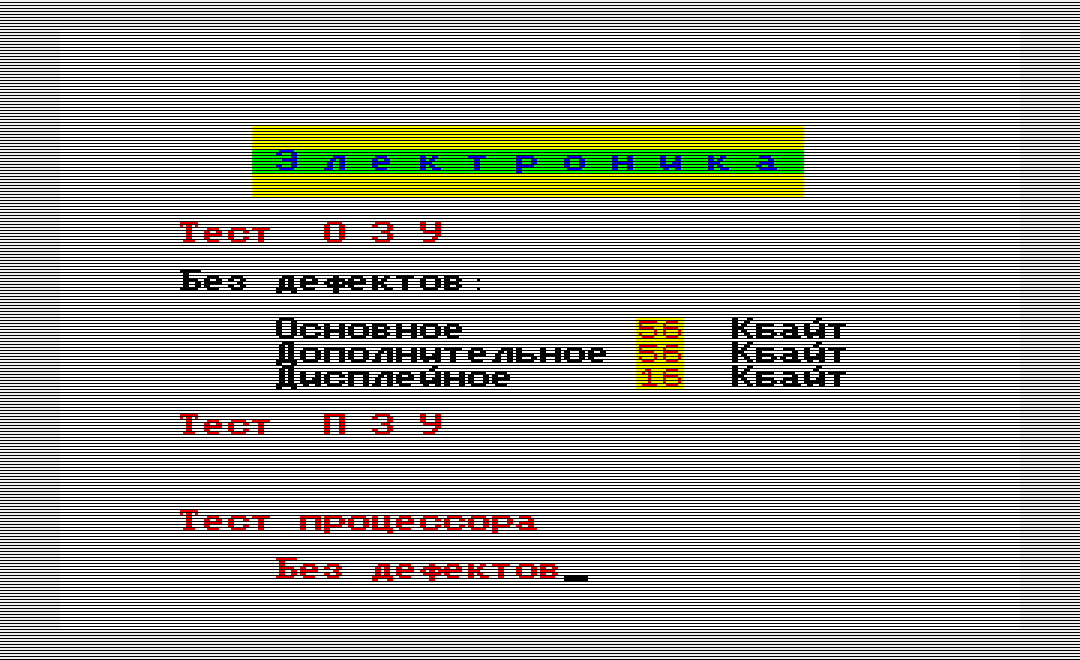
Загрузочный экран

Электроника МС 0515 — советский персональный компьютер. Разработан в г. Воронеже в 1990 году (в процессе разработки назывался Электроника УБПК), выпускался на заводе «Процессор».

## Технические характеристики
- Процессор: КР1807ВМ1 на частоте 7,5 МГц — аналог процессора T11[англ.], по системе команд совместим с PDP-11, Электроника-60, ДВК
- Оперативная память: 128 КБ
- ПЗУ: 16 КБ
- Видео
  - видеорежим «среднего разрешения» 320×200, 8 цветов; на каждый горизонтальный октет из 8 точек используется 2 цвета из палитры 8 цветов, признаки яркости и мерцания; набор цветов повторяет палитру компьютера ZX Spectrum, имеется также «бордюр» (неиспользуемая область экрана), цвет которого выбирается из той же палитры
  - видеорежим «высокого разрешения» 640×200, 2 цвета
- Контроллер дисковода: на основе КР1818ВГ93 (аналог WD1793[англ.]), драйвер DZ: 80 дорожек по 10 секторов, 512 байт в секторе
- Клавиатура: Электроника МС7004 (отдельный блок) либо Электроника МС7007 (встроенная)
- Параллельный порт

Разработчики использовали некоторые идеи, взятые из клонов ZX Spectrum, имеющих широкое распространение в СССР того времени. Так, на том же заводе «Процессор» в конце 1980-х годов производился компьютер «Гамма» , клон ZX Spectrum 48K. В частности, видеорежим «среднего разрешения» МС0515 сильно напоминает экран ZX Spectrum. Контроллер дисковода построен на микросхеме КР1818ВГ93, широко используемой в клонах Beta Disk Interface.

## Программное обеспечение
- Операционные системы: «ОСА» (клон RT-11), RT-11
- Языки программирования: Бейсик-М, Бейсик Омега
- Игры: с ZX Spectrum было перенесено несколько игр — Stop the Express, Saboteur 2, Galaxian
- Графический редактор Art Studio, также перенесён с ZX Spectrum, и адаптирован для МС 0515

## Эмуляция
Существует несколько эмуляторов этого компьютера:
- Мультисистемный эмулятор MAME содержит драйвер ms0515
- Эмулятор МС-0515 EmuStudio
- MS0515BTL

## Документация
- 2.791.064 ЭД Персональная ЭВМ «Электроника МС 0515» Ведомость эксплуатационных документов
- 2.791.064 Э6 Персональная ЭВМ «Электроника МС 0515» Схема электрическая общая
- 2.791.064 ЗИ Персональная ЭВМ «Электроника МС 0515» Ведомость ЗИП
- 2.791.064 ТО Персональная ЭВМ «Электроника МС 0515» Техническое описание и инструкция по эксплуатации
- 2.791.064 ФО Персональная ЭВМ «Электроника МС 0515» Формуляр
- 3.858.420 ТО Модуль системный НС4. Техническое описание.
- .00183-01 46 01 Персональная ЭВМ «Электроника МС 0515» Программы технического обслуживания. Руководство по техническому обслуживанию
- .00187-01 90 01 Операционная система ОСА. Справочное руководство
- .00187-01 Операционная система ОСА. Спецификация
- .00188-01 35 01 ПО ПВК «Электроника МС 0515» Бейсик-М. Описание языка